# 岐阜県道290号上野関線
岐阜県道290号上野関線（ぎふけんどう290ごう かみのせきせん）は、岐阜県美濃市から同県関市に至る一般県道である。

## 概要

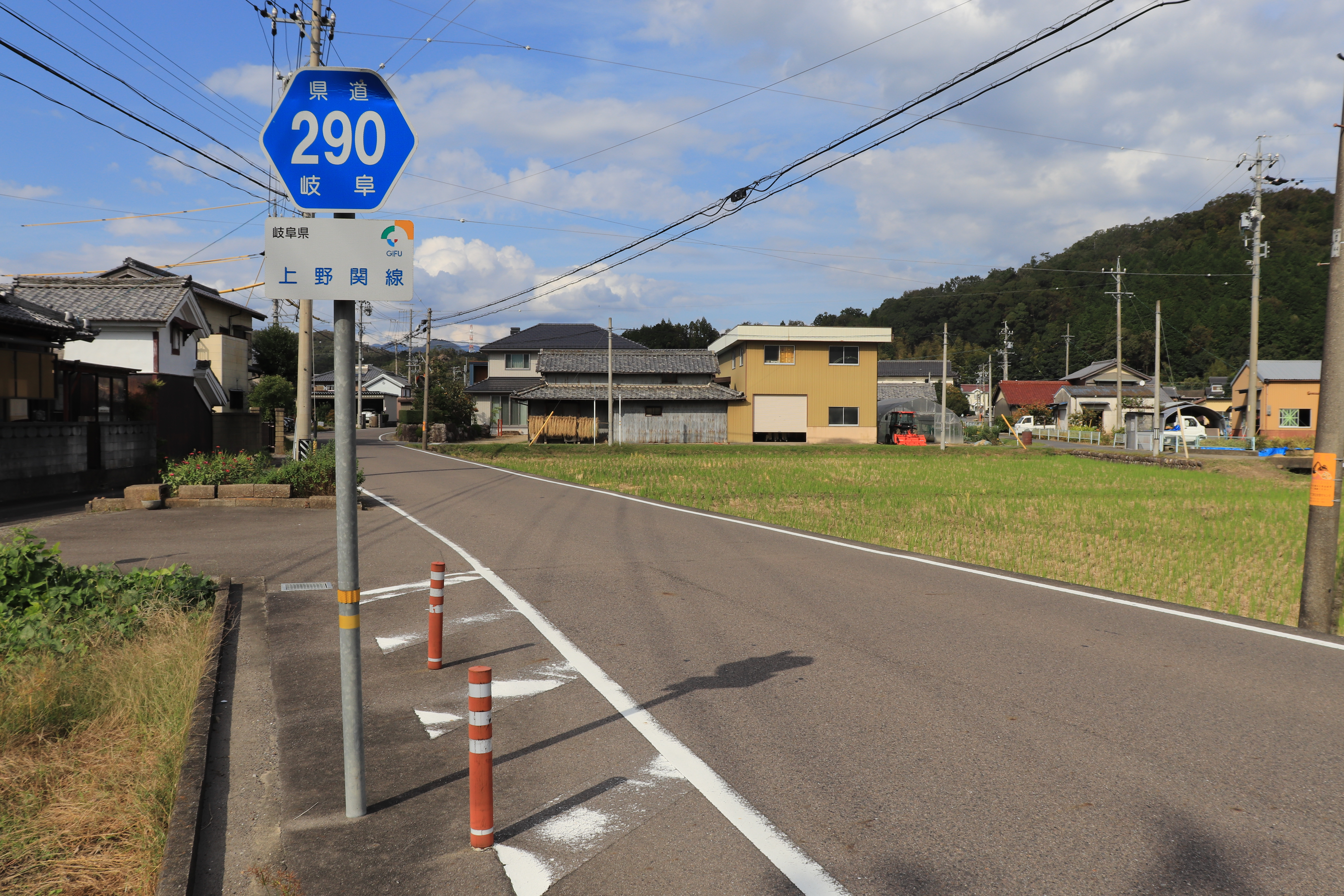
岐阜県道290号上野関線、関市小瀬にて

### 路線データ
- 起点：岐阜県美濃市上野（岐阜県道81号美濃洞戸線交点）
- 終点：岐阜県関市小瀬（国道418号交点）

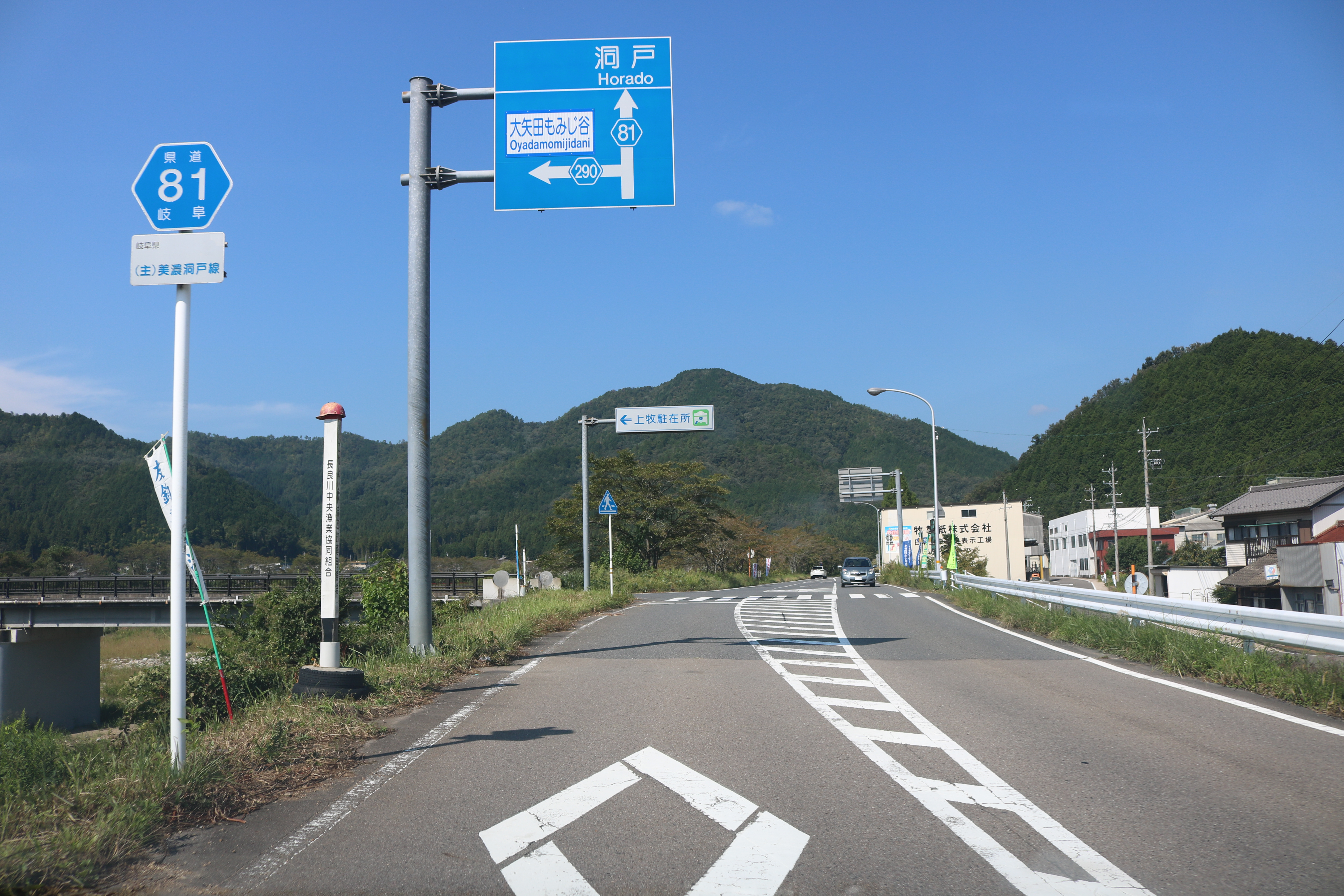
起点となる岐阜県道81号美濃洞戸線との交差点、美濃市上野にて
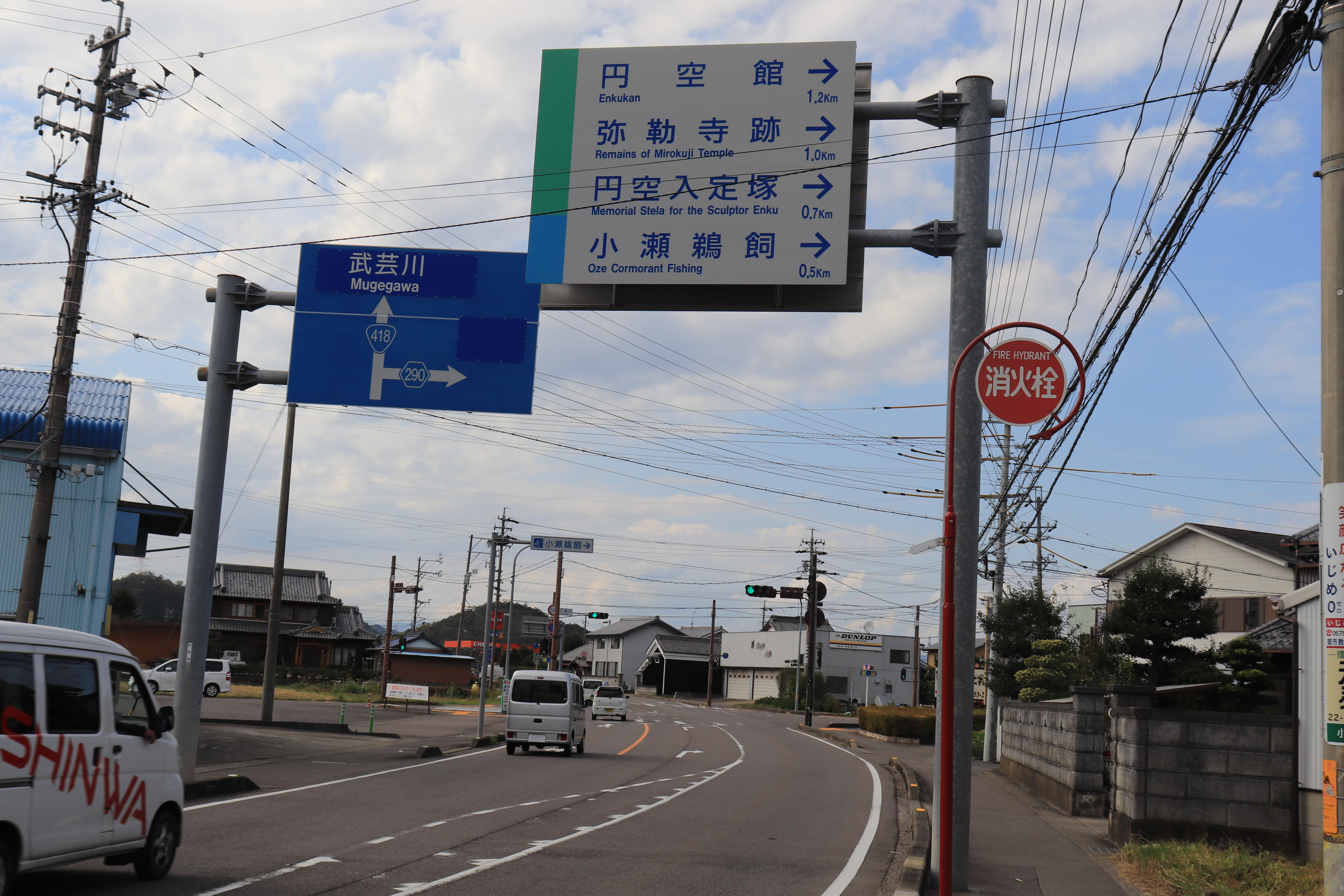
終点となる国道418号との交差点、関市小瀬にて

## 沿革
- 1977年（昭和52年）2月27日 : 認定[1]。
- 2023年（令和5年）3月4日 : 大矢田もみじトンネル (623 m) を含む大矢田工区 (1.4 km) が開通[2]。

## 通過する自治体
- 岐阜県
  - 美濃市
  - 関市

## 接続する道路

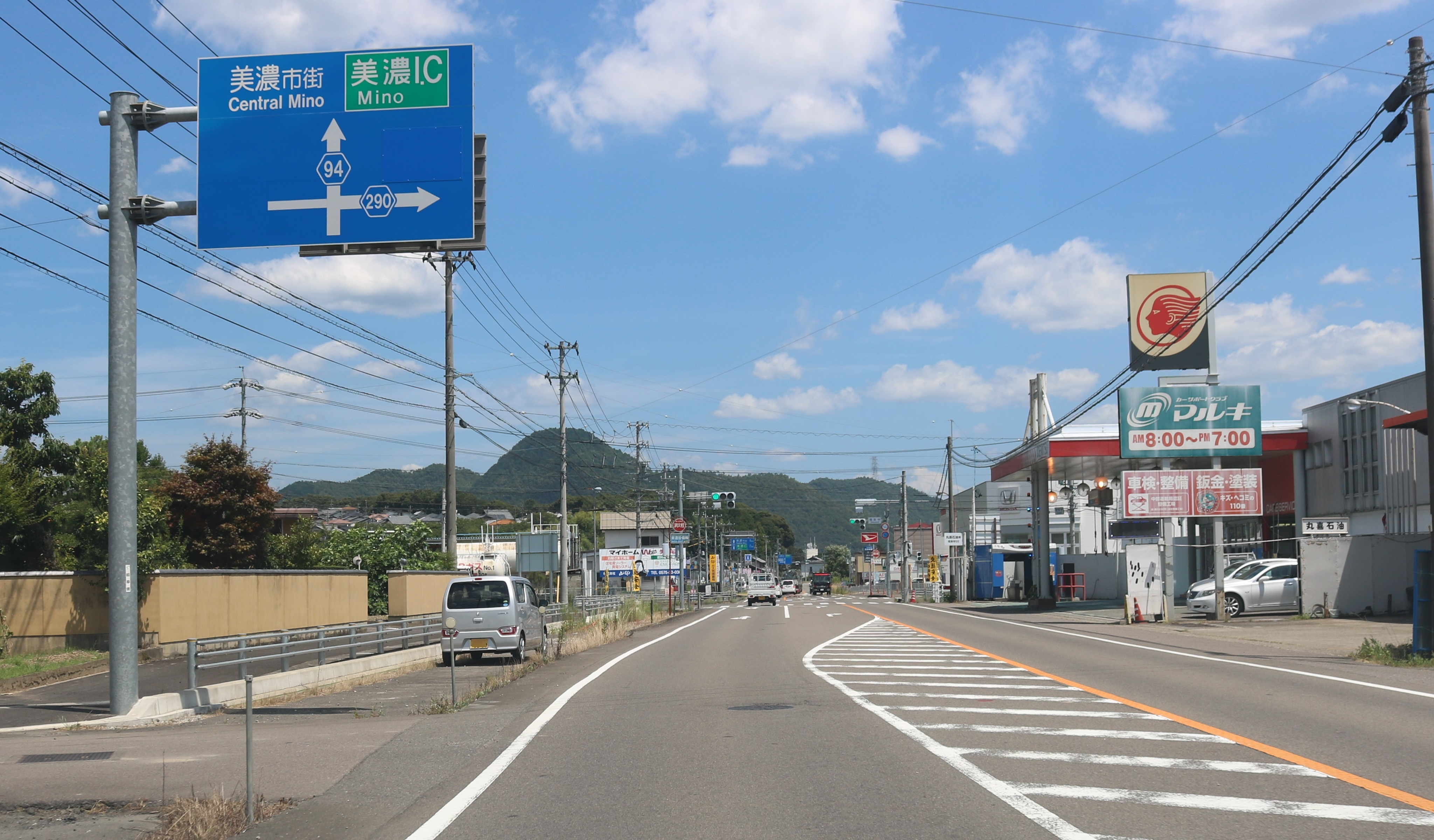
岐阜県道94号岐阜美濃線との交差点、美濃市極楽寺にて

- 岐阜県道81号美濃洞戸線（美濃市上野地内、岐阜バス・美濃市コミュニティバス「わっちも乗ろCar」睦橋バス停付近）
- 岐阜県道291号御手洗立花線（美濃市御手洗地内、真木倉神社南西）
- 岐阜県道291号御手洗立花線バイパス（美濃市御手洗地内、福寿稲荷神社東方）
- 岐阜県道94号岐阜美濃線（市場交差点 - 極楽寺交差点で重複）
- 国道418号（小瀬交差点 - 矢島町1丁目交差点で重複）

## 周辺
- 睦橋（板取川）
- 美濃市役所 上牧出張所
- 美濃市立大矢田小学校
- トーシンさくらヒルズ ゴルフクラブ
- 美濃市立昭和中学校
- 美濃市立藍見小学校
- 藍見郵便局
- ぎふ美濃ゴルフ倶楽部
- 弥勒寺公園（弥勒寺跡）

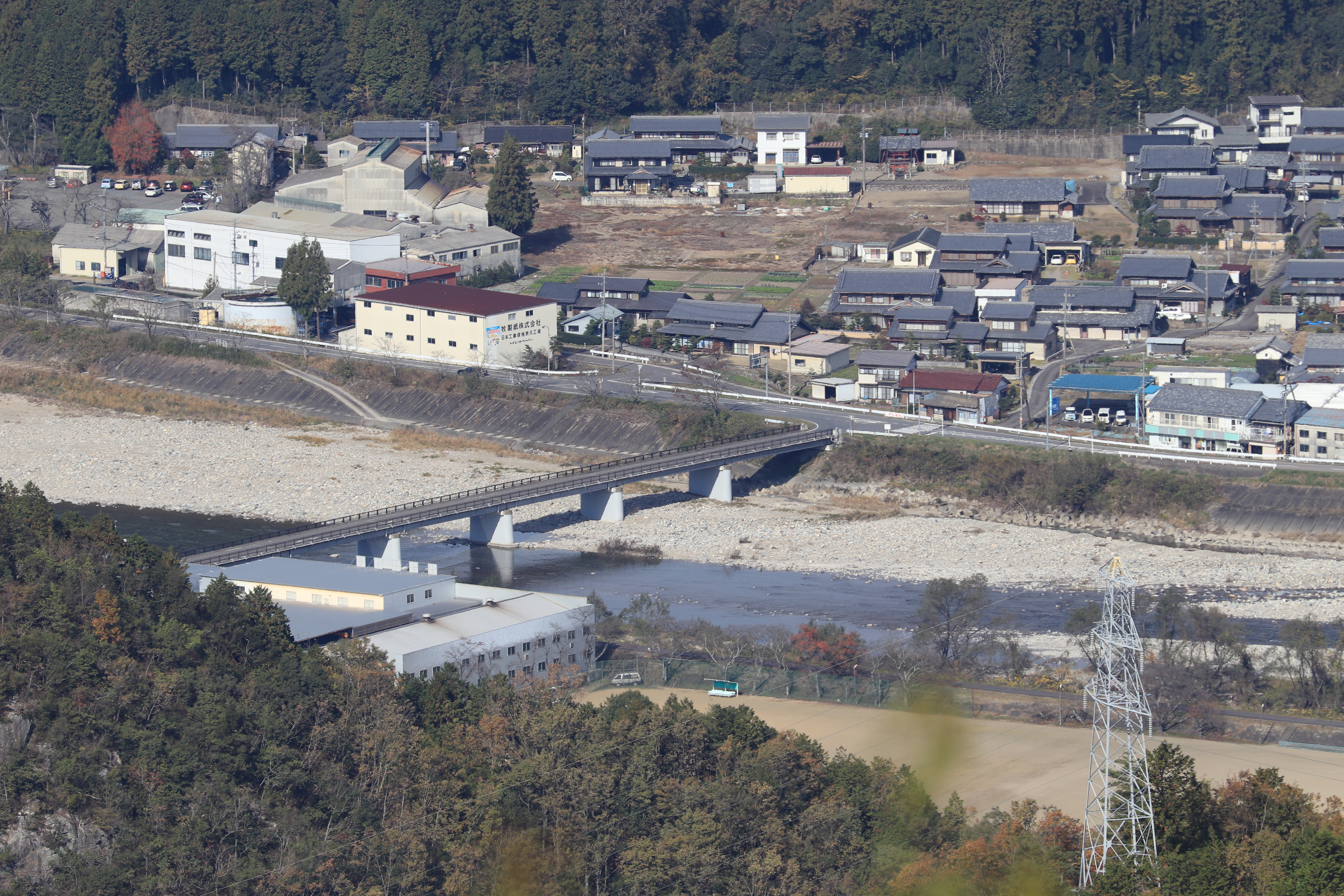
板取川に架かる睦橋

- 東海環状自動車道（国道475号） 関広見インターチェンジ

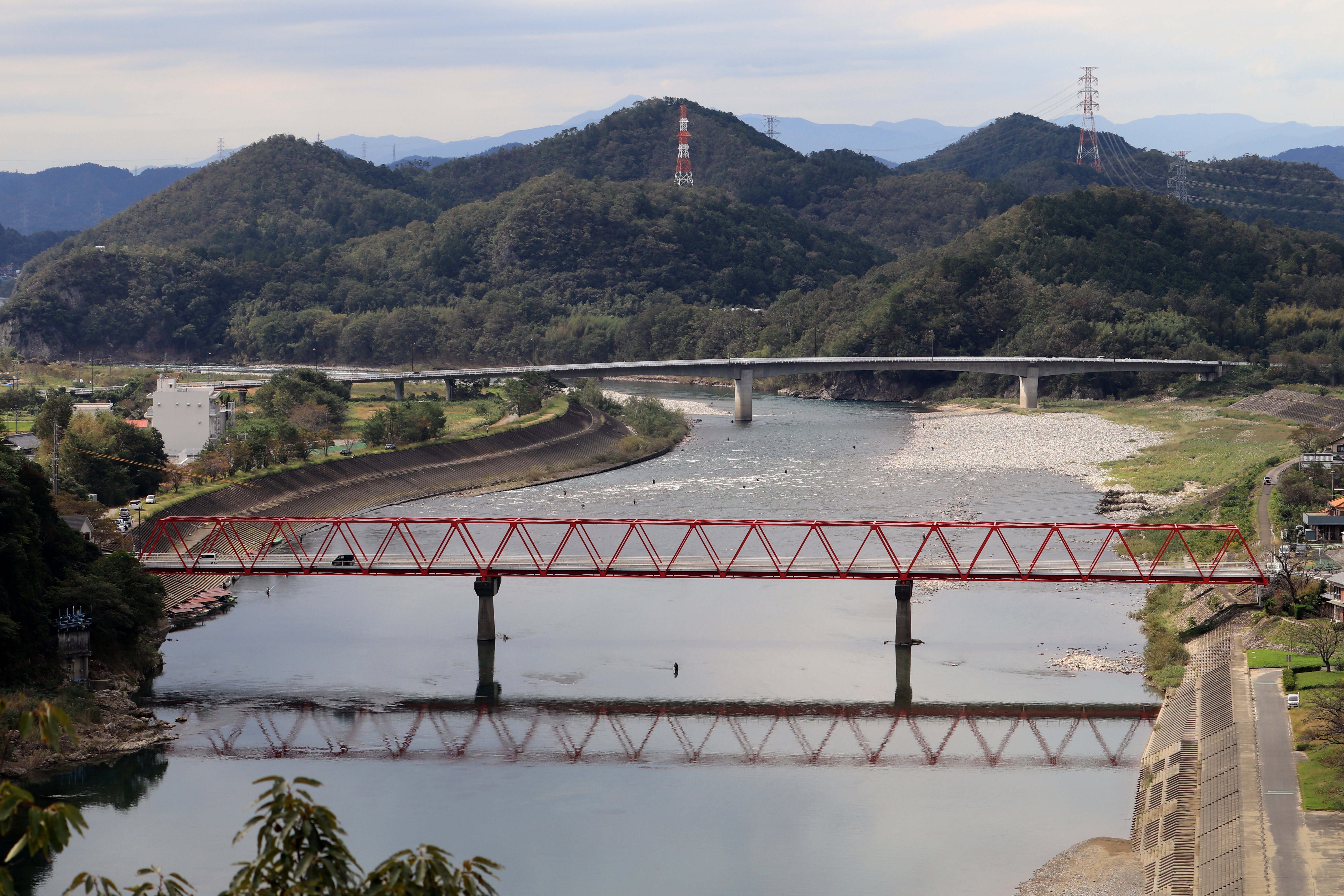
長良川に架かる鮎ノ瀬橋（前方）と国道418号の鮎ノ瀬大橋（後方）

- 東海北陸自動車道 長良川サービスエリア

- 円空入定塚
- 鮎ノ瀬橋（長良川）と小瀬鵜飼乗船場
- 関市立瀬尻小学校